# Чісамба Лунгу
Чіса́мба Лу́нгу (англ. Chisamba Lungu; нар. 31 січня 1991 року, Замбія) — замбійський футболіст. Півзахисник збірної Замбії та російського «Урала».

## Досягнення
- Кубок африканських націй:
  - Чемпіон: 2012